# Операція «Кондор»
Операція «Кондор» (ісп. Operación Cóndor) — кампанія з переслідування та знищення політичної опозиції (головним чином лівого спрямування) у низці країн Південної Америки у 1970—1980 роках. Проводилась диктаторськими режимами Чилі, Аргентини, Уругваю, Бразилії, Парагваю, Болівії за підтримки спецслужб США.
Спецслужби зазначених країн, діючи скоординовано, організовували викрадення, тортури та страти без суду і слідства представників опозиції (зокрема, сумнозвісні «польоти смерті»). Жертвами ставали відомі політики, дипломати та громадські діячі. Загалом, за різними оцінками, жертвами терору тих років стали близько 60 тисяч чоловік: 30 тисяч аргентинців, 3 тисячі перуанців, понад 3 тисячі чилійців, 160 парагвайців, 150 болівійців, 140 уругвайців та 6 еквадорців.
1992 року парагвайський правозахисник Мартін Альмада виявив архіви терору, в яких зберігались досьє, звіти й інша інформація, пов'язана із винищенням дисидентів та опозиціонерів диктаторських режимів.
2001 року низка правозахисних організацій висунули позови до колишнього держсекретаря США Генрі Кіссінджера, звинувативши його у причетності до проведення операції «Кондор». Аргентинський суддя, який провадив кримінальне розслідування, заявив, що Кіссінджер є потенційним підозрюваним і навіть відповідачем. Кіссінджер негайно залишив Францію після виклику на допит до слідчого й відмовився від поїздки до Бразилії. США відмовились від участі в Міжнародному кримінальному трибуналі.

## 1970-ті роки
Операція «Кондор», яка проходила в контексті «холодної війни», мала мовчазне схвалення та матеріальну підтримку Сполучених Штатів[джерело?]. У 1968 році американський генерал Роберт В. Портер заявив[джерело?], що «для сприяння скоординованому застосуванню силами внутрішньої безпеки в країнах Латинської Америки та між ними, ми… прагнемо сприяти міжвідомчому та регіональному співробітництву шляхом надання допомоги в організації інтегрованих центрів командування та управління; встановлення загальних операційних процедур; проведення спільних і комбінованих навчальні вправи».
За словами американського історика Дж. Патріса МакШеррі[джерело?], заснованого на раніше секретних документах ЦРУ від 1976 року, у 1960-х і на початку 1970-х років представники міжнародної безпеки в Школі армії США в Америці та Конференції американських армій розробляли плани протидії передбачуваним загрозам. в Південній Америці від політичних дисидентів. У розсекреченому документі ЦРУ від 23 червня 1976 року пояснюється, що «на початку 1974 року представники служб безпеки Аргентини, Чилі, Уругваю, Парагваю та Болівії зустрілися в Буенос-Айресі для підготовки скоординованих дій проти підривних цілей».
Програма була розроблена після серії державних переворотів військовими групами, головним чином у 1970-х роках:
- Генерал Альфредо Стресснер взяв під свій контроль Парагвай у 1954 році[6].

- У 1964 році бразильські військові скинули президента Жуана Гуларта[7].

- Генерал Уго Бансер прийшов до влади в Болівії в 1971 році шляхом серії переворотів[8][9].

- Військово-громадянська диктатура захопила владу в Уругваї 27 червня 1973 року.

- Чилійські збройні сили під командуванням генерала Августо Піночета розбомбили президентський палац у Чилі 11 вересня 1973 року, скинувши демократично обраного президента Сальвадора Альєнде[10].

- Генерал Франсіско Моралес-Бермудес бере контроль над Перу після успішного державного перевороту в 1975 році

- Військова хунта на чолі з генералом Хорхе Рафаелем Віделою захопила владу в Аргентині 24 березня 1976 року .

## Відомі жертви
- Орландо Летельєр
- Хуан Хосе Торрес
- Жуан Гуларт
- Сельмар Мічеліні
- Ектор Гутьєррес Руїс
- Агостін Гоїбуру
- Карлос Пратс
- Бернардо Лейтон
- Карлос Альтамірано